# 林翔鳳
林翔鳳（？—？），廣東東莞人，明朝政治人物。萬曆十六年（1588年）武舉，萬曆三十一年（1630年）文舉。隶屬於袁崇焕麾下將領及親信，任蓟鎮督粮推官。